# Piculus flavigula
Piculus flavigula là một loài chim trong họ Picidae.